# Amami nyúl
Az amami nyúl (Pentalagus furnessi) az emlősök (Mammalia) osztályának a nyúlalakúak (Lagomorpha) rendjébe, ezen belül a nyúlfélék (Leporidae) családjába tartozó Pentalagus nem egyetlen faja.

## Elterjedése
A Japánhoz tartozó Rjúkjú-szigetek erdeinek lakója. A szigetcsoportból csak Amami és Toku szigetén fordul elő.
Az élőhelyének szűkülése és a betelepített jávai mongúz (Herpestes javanicus) - mert megeszi - fenyegeti létét.

## Megjelenése
Hossza 43–51 cm, a farka 15 cm. Tömege 2–3 kg. Füle 45 cm. Gyapja sötétbarna és a háton vörösesbarna.

## Életmódja
Félénk, emberkerülő természete miatt elenyészőek ismereteink az amani nyúlról. Tápláléka füvekből, bambusz szárakból, lehullott gyümölcsökből és makkokból áll. A párzási időszak novembertől decemberig tart. Akkor a nőstények 1 m hosszú kotorékot csinálnak. A kölykök - az alomméret 2-3 - a kotorékban jön világra vakon és csupaszon április és május táján.